# Уолли, Берт
Ге́рберт Уо́лли (англ. Herbert Whalley; 6 августа 1913, Аштон-андер-Лайн, Англия — 6 февраля 1958, Мюнхен, Западная Германия), более известный как Берт Уолли (англ. Bert Whalley) — английский футболист, выступавший за «Манчестер Юнайтед» с 1934 по 1946 год, а впоследствии работавший в клубе тренером. Погиб в мюнхенской авиакатастрофе 6 февраля 1958 года.

## Биография
Уолли родился в Аштон-андер-Лайн, Ланкашир. Выступал за клуб «Стейлибридж Селтик». В мае 1934 года перешёл в «Манчестер Юнайтед». За основной состав клуба дебютировал 30 ноября 1935 года в матче Второго дивизиона против «Донкастер Роверс». Провёл за клуб 38 матчей.
В военное время выступал в качестве приглашённого гостя за «Болтон Уондерерс», «Ливерпуль» и «Олдем Атлетик».
В 1945 году был приглашён Мэттом Басби в тренерский штаб Манчестер Юнайтед, став тренером основного состава.
В феврале 1958 года Уолли погиб в мюнхенской авиакатастрофе.
В 2011 году Берта Уолли сыграл британский актёр Дин Эндрюс в фильме «Юнайтед», повествующем о «малышах Басби».